# Arambaré
Arambaré é um município brasileiro do estado do Rio Grande do Sul.
Localiza-se a uma latitude 30º54'54" sul e a uma longitude 51º29'52" oeste. Localizada no km 396 da BR-116, à 33 km do município de Camaquã. Foi emancipada em 1992 de Camaquã, a maior cidade da região.

## História
Arambaré inicialmente chamava-se "Barra do Velhaco", por estar situada na Foz do Arroio Velhaco.
Em 1682, jesuítas espanhóis, aproveitando que os bandeirantes estavam ocupados na extração de ouro e pedras preciosas.
Nesta localidade, conhecida desde os tempos coloniais de 1714, moravam índios com costumes especiais , enfeitavam-se com as penas das aves que criavam,  e por isso  foram chamados de Patos.
Eram os índios Arachas, não é uma tribo , também conhecidos como Arachanes ou Arachãs. que significa os que lutavam contra os charrúas.
No atual município vizinho de Sertão Santana, havia uma redução da erva mate.
No município de Tapes havia ainda uma fazenda de gado no Morro da Formiga, margem direita do canal de Itapoá (nome que significa pedra redonda).
Em 1752 essas reduções foram arrasadas pelo exército português.
O gado jesuítico permaneceu como gado xucro e selvagem espalhado pela região. 
Por volta de 1763 casais açorianos vindos para o sul estabeleceram-se na margem esquerda do estuário do Guaíba e na margem direita da Lagoa dos Patos, fundando fazendas e charqueadas até o Rio Camaquã.
Os rios e a lagoa foram às cercas naturais e assim se formou as condições favoráveis para um grande rebanho conhecido hoje e dando origem ao "gado velhaco". O gado foi chamado de "velhaco" ou "zaino", que significa "que age com dissimulação e ardil; esperto, matreiro, astucioso".
Então a região ficou conhecida por "Barra do Velhaco", por estar situada na Foz do Arroio Velhaco.
Em 1938 passou a denominar-se "Paraguassu", que em tupi significa: 

1. "Rio grande" (longo) (pará + guaçu); 

2. "O cocar grande" (paraguá + açu); 

3. Nome de uma índia, filha do chefe Tupinambá, que se casou com Diogo Alvares, o Caramuru, em 1531, recebendo no batismo o nome de "Catarina".
Em 1945, adotou o nome de "Arambaré".
Em uma tradução poética , não ortográfica  "O sacerdote que espalha luz".
Arambaré em tupi significa : ¨bruma, névoa¨.
Desde essa época, os habitantes do então distrito de Arambaré, uniram-se na busca do desenvolvimento através da agricultura, da pecuária e sobretudo pelo grande potencial turístico e pela beleza natural da localidade, emancipada em 20 de março de 1992 do município de Camaquã e de parte do município de Tapes.

## Economia

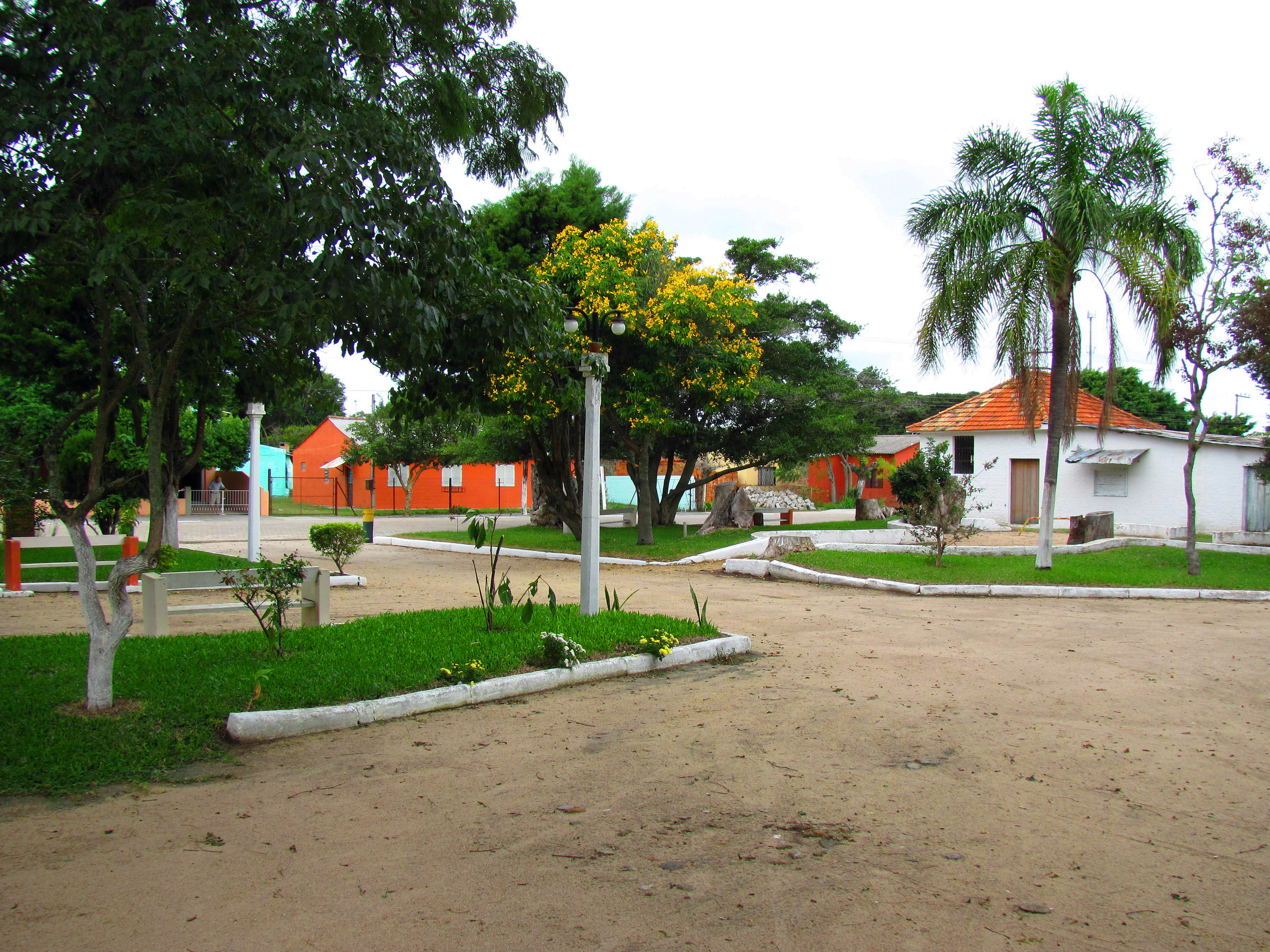
Praça João Carlos Augusto Monser, situada em frente à Igreja Matriz Nossa Senhora dos Navegantes.

No período de veraneio, o turismo impulsiona o comércio no município. Na área rural, destaca-se a cultura do arroz e da soja, e a criação de gado.

### Turismo
A cidade é famosa por seu Carnaval onde milhares de turistas visitam fazendo uns dos melhores carnavais da região sul do estado. No verão, a cidade banhada pela Lagoa dos Patos é tomada por banhistas dos mais diversos cantos do estado.

## Geografia

### Clima
Na época de verão a temperatura máxima alcança os 40 °C e a mínima é 20 °C. No Inverno os ventos que vem da lagoa deixam o município muito frio.[carece de fontes?]

### Hidrografia
O município apresenta um único rio respresentativo, o chamado Arroio Velhaco, cuja foz desagua na Lagoa dos Patos, na região norte de Arambaré.
As águas do rio tem sido importantes para a irrigação das plantações de arroz na região. Aliás, boa parte dos demais cursos de água naturais do município foram alterados para a construção de canais de irrigação.
Ao sul, no distrito de Santa Rita do Sul, apresenta uma pequena laguna, conhecida como Lagoa do Graxaim.

## Biodiversidade

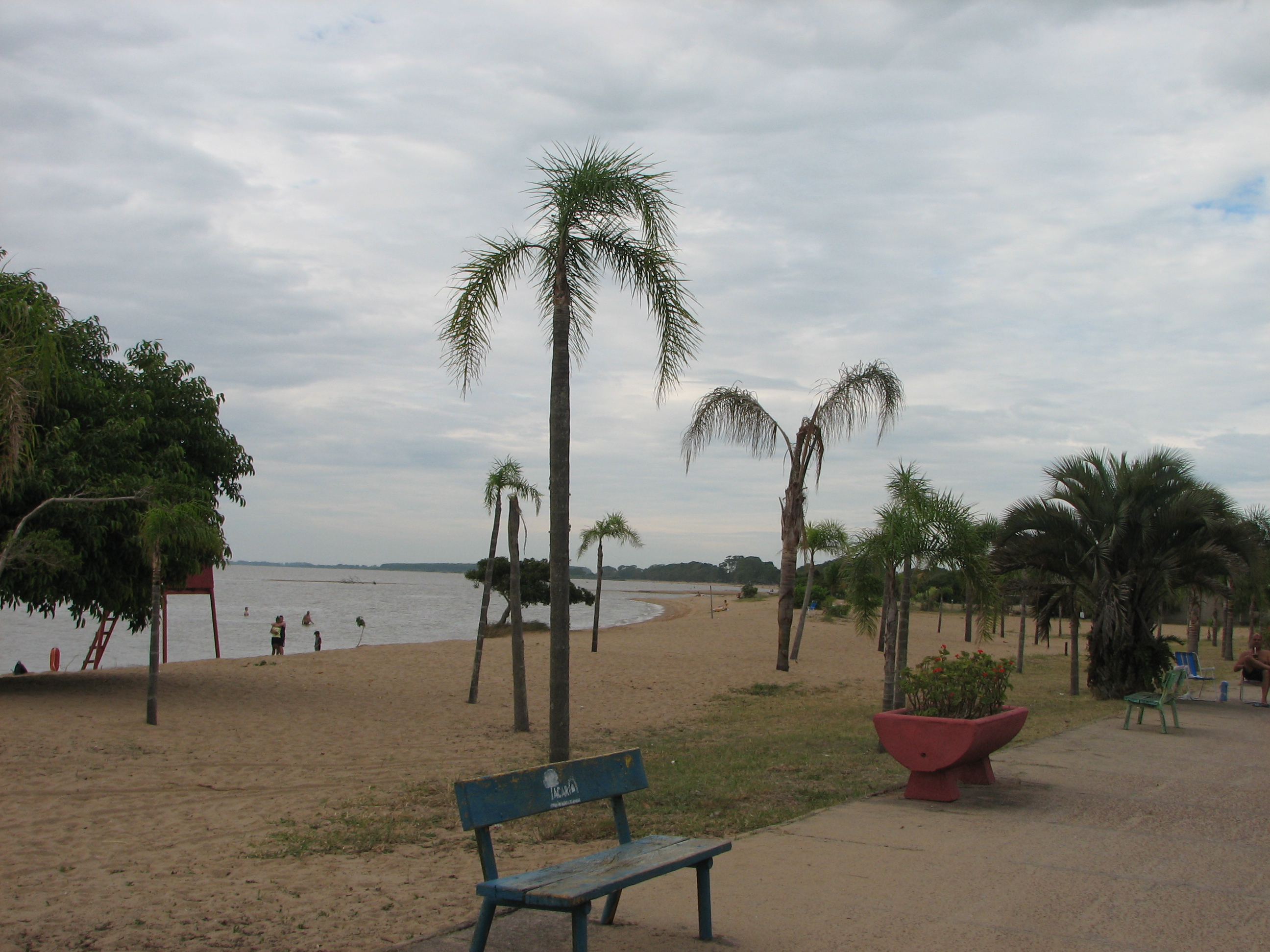
Praia do bairro Caramuru

Na área do município ocorrem naturalmente os ecossistemas da Mata-Atlântica, sendo que apresenta dunas à beira da Lagoa dos Patos, onde cresce a vegetação litorânea conhecida como restinga.

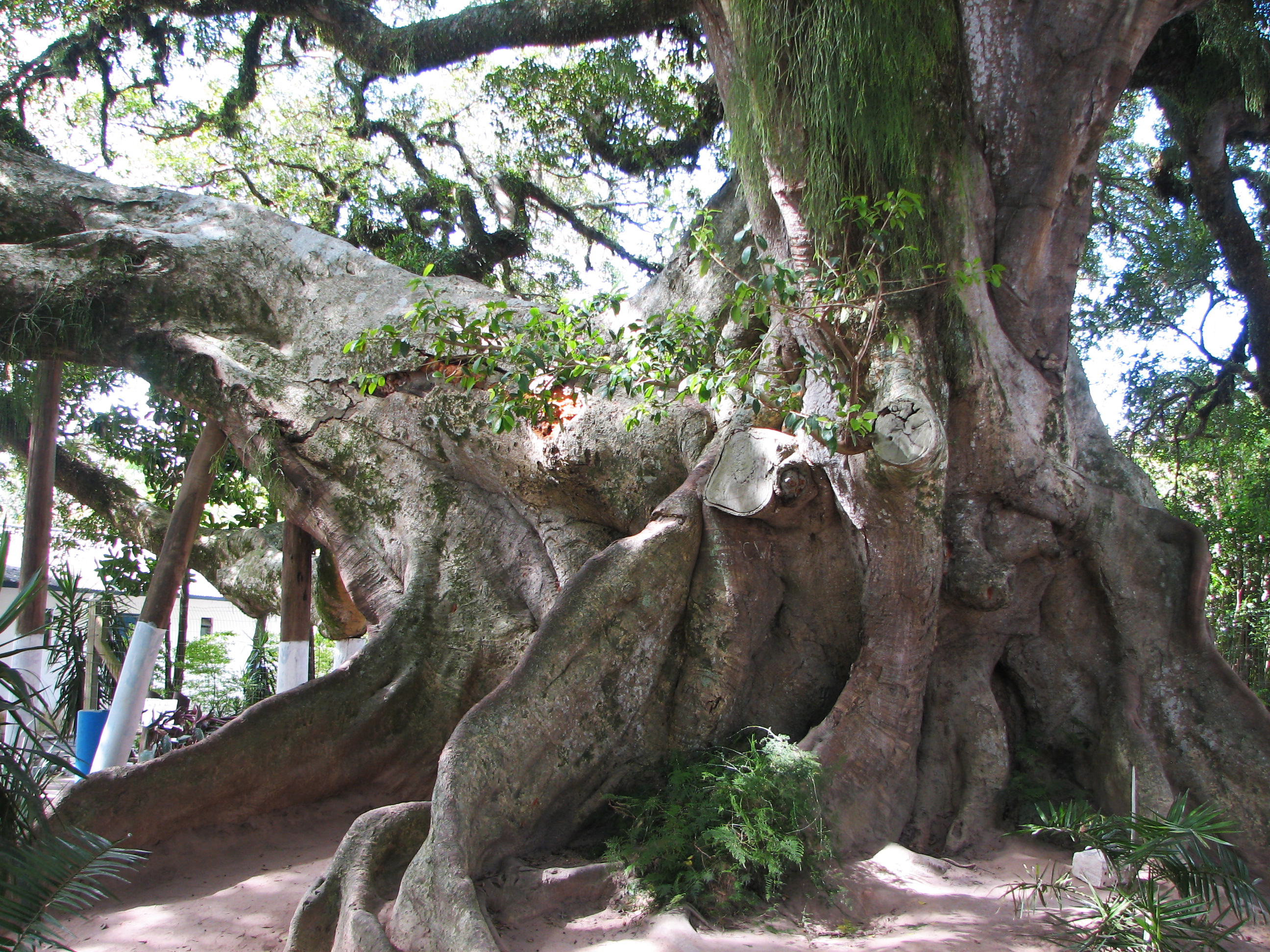
A Figueira da Paz, fotografada em Fevereiro de 2017, sendo visível uma rachadura em um dos galhos. Grandes toras de madeira escoram a árvore.

A abundância de figueiras no município também fazem Arambaré ser conhecida regionalmente como "Capital das Figueiras", tendo inclusive uma grande figueira como símbolo da cidade. 

### Figueira da Paz
Arambaré preserva um patrimônio do estado do Rio Grande do Sul, a maior figueira do estado[carece de fontes?], a Figueira da Paz, com aproximadamente 141m de perímetro. Sua copa abrange um raio de 50m. e a circunferência do tronco é de 12m. Com idade aproximada entre 400 e 700 anos, encontra-se no centro da cidade, cercada por bancos e é iluminada à noite, realizando o espírito de convívio com a natureza.
A figueira é uma árvore originária da região da Mata Atlântica, que recebe o nome científico de Fícus organensis, compondo uma bela paisagem natural em toda a Costa Doce. Na cidade de Arambaré, a imagem da figueira é utilizada como um símbolo da emancipação política e administrativa do município. Segundo a história verbal relatada, junto a esta área habitavam índios Arachanes, que no passado viviam da caça e da pesca na Laguna dos Patos. Conta a lenda que uma índia de nome “Justa”, teria se abrigado junto à figueira e ali permanecido até a sua morte.
A administração municipal no ano de 1998, quando a cidade integrou-se às atividades dos jogos da Paz, celebrada em vários países, inaugurou uma placa alusiva ao evento, denominando o espaço de “Figueira da Paz”.
As figueiras estão protegidas por lei estadual que as torna imunes ao corte, pois as mesmas abrigam várias espécies da flora e da fauna. Seus frutos servem como alimento para diversas espécies de aves e constituem abrigo para plantas epífitas, como orquídeas e bromélias.
Atualmente a figueira vem passando por um problema estrutural delicado. Uma rachadura num dos seus principais galhos está colocando as autoridades numa situação complicada. O IBAMA não quis se responsabilizar e passou o problema para a FEPAM, que é o órgão ambiental do estado. Podar é a solução que logo aparece, mas com a poda a figueira pode perder o equilíbrio e tombar. A outra solução seria a de colocar cimento nas rachaduras, evitando assim que a umidade apodreça mais o galho.

### Lagartinho de Arambaré
Em 2003 um grupo de cientistas brasileiros descobriu uma nova espécie de lagarto que habita as dunas da região e do município e está ameaçada de extinção. Foi batizado com o nome científico de Liolaemus arambarensis, em homenagem ao município. Seu habitat, as dunas costeiras da parte oeste da Lagoa dos Patos, vem sendo mantidas, o que vem garantindo a preservação desta espécie.

## Estações de Rádio
- Rádio Comunitária Farol FM